# Domenico Alberti
Domenico Alberti (* um 1710 in Venedig; † 14. Oktober 1746 in Rom) war ein italienischer Sänger und Komponist des Spätbarocks. Nach ihm wurde der Alberti-Bass benannt.

## Leben und Wirken

Beispiel Alberti-Bass, in Mozarts Klaviersonate KV 545

Domenico Alberti entstammte einer Adelsfamilie und war ein künstlerischer Dilettant im ursprünglichen Wortsinn, der die Musik aus Liebhaberei und nicht professionell betrieb. Er studierte unter Antonio Lotti. Zu seinen Lebzeiten war Domenico Alberti vor allem als Sänger bekannt und begleitete sich oft selbst auf dem Cembalo. Als Ehrenpage im Gefolge des venezianischen Botschafters Pietro Andrea Cappello hielt er sich 1736 oder 1737 in Madrid auf. Der bekannte Kastrat Farinelli, der ihn dort hörte, soll einer zeitgenössischen Anekdote zufolge ausgerufen haben, zum Glück sei Alberti Amateur, denn sonst hätte er in ihm einen ernsthaften Rivalen. Später gehörte Alberti in Rom dem Haushalt des Marchese und späteren Kardinals Giovanni Carlo Molinari an.
Alberti schrieb mehrere Serenaten nach Libretti von Pietro Metastasio (darunter Endimione), mehrere Arien und um die 36 Sonaten für Cembalo – 14 sind überliefert – obwohl die Gesamtzahl nach einigen Quellen überschätzt ist. In seinen Sonaten verwendete er meist den nach ihm benannten Alberti-Bass, eine Wiederholung von Arpeggien, bei der die einzelnen Töne der Akkorde nicht gleichzeitig, sondern nacheinander in der Reihenfolge „tiefster, höchster, mittlerer, höchster Ton“ erklingen.
Heutzutage wird Alberti als relativ unbedeutend eingestuft, seine Bekanntheit verdankt er nicht seinen nur selten aufgeführten Werken, sondern dem Alberti-Bass, der von vielen Komponisten aufgegriffen wurde und zu einem wichtigen Element der Klassik geworden ist.

## Werke

### Instrumentalmusik
- Op. 1: 8 Sonates pour le Clavecin composées par M.r Jozzi, Elève d’Alberti (Amsterdam, 1747; London, 1761) als Plagiat von Giuseppe Jozzi veröffentlicht. Mit richtiger Zuschreibung: 8 Sonate per Cembalo (Paris)
- einige Werke in A collection of Lessons for the Harpsichord, compos'd by Sig.r Jozzi, St. Martini of Milan, Alberti, Agreli. Never before printed (drei Bücher, London, 1761–1764)
- einige Werke in The Harpsichord Miscellany. Book second. Composed by Alberti, Pasquali and Tardini (London, 1763)
- 3 Sonate in 20 Sonate per Cembalo, composte di vari Autori (Paris, um 1770)
- 21 Sonate di Intavolatura (Manuskript)
- Sonate und Toccate in Manuskripten

### Vokalmusik
- Serenata Endimione (Libretto: Pietro Metastasio) (Venedig, 1737)
- La Galatea (Libretto: Pietro Metastasio) (Venedig, 1737 oder 1738, aufgeführt 1740)
- Un’Olimpiade (Venedig, 1737 oder 1739) (Zuschreibung unsicher)
- Temistocle
- Aria Vedrai che a te costante
- Aria Allo splendor fugace
- Aria Se in qualche volto
- Aria Se per me non c’è speranza
- Aria Caro sposo, amato oggetto
- Motette Adoramus te Christe für vier Stimmen